# Tapezierbürste

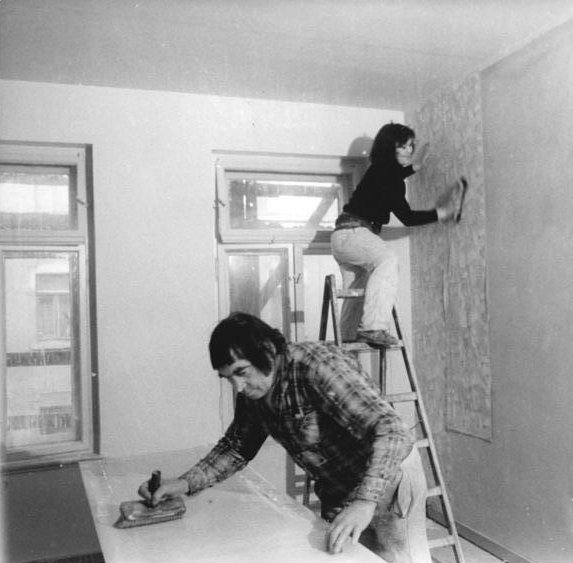
Eine Tapezierbürste und ein Quast im Einsatz (1976)

Die Tapezierbürste ist ein Malerwerkzeug, das auch unter den Namen Tapezier- bzw. Tapetenwischer bekannt ist. Sie wird zum Fixieren von Tapetenbahnen an der Wand verwendet.

## Aufbau
Der Rumpf einer Tapezierbürste besteht aus Holz mit darin eingesetzten Borsten. Hier gibt es meist zwei unterschiedliche Formen. Ein Modell hat Ähnlichkeit mit einer Art Schuhbürste, ein anderes mit einem Besen. Zusätzlich gibt es noch weitere ähnliche Modelle in diversen Größen und Qualitätsunterschieden.

## Qualitätsunterschiede
Bei Tapezierbürsten ist der Borstenbesatz wichtig und abhängig von den zu verarbeitenden Tapeten bzw. Wandbekleidungen. Bürsten mit Kunststoffborsten sind zwar vergleichsweise günstig, schlecht verarbeitete Borsten können aber bei unbedachtem Vorgehen sehr stark kratzen.
Die Borsten können eingeklebt (eingebettet) oder mit Draht fixiert sein. Borsten können aus Nylon, Rosshaar oder auch aus Kunststoff bestehen. Die Borsten besitzen eine Länge von 2,8 cm (bei der schuhbürstenähnlichen Tapezierbürste) bis 5 cm.
Die Tapezierbürsten haben ganz unterschiedliche Gewichte. Je nach Größe und Länge der Tapezierbürste variiert das Gewicht von ca. 350 g bis über 500 g. Tapezierbürsten gibt es in unterschiedlichen Formen. Die Profibürsten haben eine Länge von ca. 30 cm und länger. Manche Tapezierbürsten besitzen einen sogenannten Stirnbart aus verlängerten Borstenfilamenten an jedem Ende des Werkzeuges. Dies ist ein Vorteil, um das Andrücken der Tapetenbahnen in Eck- sowie anderen schwer zugänglichen Bereichen zu erleichtern. Die Tapezierbürste ist eines von diversen Standardwerkzeugen des Tapezierers/Malers zum Feststreichen der Tapeten/Wandbeläge. Mit den beborsteten Werkzeugen lassen sich auch profilierte Tapeten gut verarbeiten.

## Verwendung
Bei Renovierungs- bzw. Tapezierarbeiten werden einzelne Tapetenbahnen vorbereitet. Man beginnt mit dem Zuschnitt der Bahnen, um anschließend das gleichmäßige Einkleistern der Wand- bzw. der einzelnen Tapetenbahnen zu erleichtern. Die Tapetenbahnen werden an der jeweiligen Fläche ausgerichtet und mit der Tapezierbürste an die Wand fixiert und angedrückt. Darunter liegende Lufteinschlüsse verschwinden größtenteils durch das Ausstreichen mit der Tapezierbürste.
Für diese Arbeiten gibt es noch den Andrückspachtel und die Andrückrolle, jedoch sollte hier der Untergrund immer wirklich glatt (gespachtelt) sein. Hierbei ist die Tapezierbürste aufgrund ihrer Flexibilität (der Borsten) die bessere Lösung. Bei sogenannten Fototapeten oder auch sehr hochwertigen Wandbekleidungen, wie zum Beispiel aus Naturstoffen, ist die Andrückrolle die bessere Wahl.